# Céchi
Céchi este o comună din regiunea Agnéby, Coasta de Fildeș.